# Láctavovská
Láctavovská (1235 m) – szczyt w Wielkiej Fatrze na Słowacji. Wznosi się w górnej części grzbietu oddzielającego Necpalską dolinę (Necpalská dolina) od Dedošovej doliny (Dedošová dolina). Jest to bardzo mało wybitne wypiętrzenie w północno-wschodnim grzbiecie Bielej skali (1385 m). Na słowackiej mapie turystycznej jest zaznaczone i podano jego wysokość, ale bez nazwy. Nazwę podaje mapa Tatraplanu.
Láctavovská jest całkowicie porośnięta lasem, ale jej szczytowe partie są skaliste. Stoki północno-wschodnie opadają do Necpalskiej doliny w postaci grzędy, po obydwu stronach ograniczonej płytkimi, żlebowatymi dolinkami. Dolną częścią tych dolinek spływają potoki będące dopływem Necpalskiego potoku (Necpalský potok). Stoki południowo-zachodnie również tworzą grzędę. Oddziela ona Vrátną dolinę (Vrátna dolina) od bezimiennej dolinki; obydwie są prawymi odgałęzieniami Dedošovej doliny.
Láctavovská znajduje się w obrębie Parku Narodowego Wielka Fatra i w jego obrębie część jej stoków objęta jest dodatkową ochroną jako rezerwat przyrody Biela skala. W jego obrębie znajdują się stoki tworzące zbocza Vratnej doliny.